# فرد كوكس
فرد كوكس (بالإنجليزية: Fred Cox)‏ هو سياسي أمريكي، ولد في 1961. حزبياً، نشط في Utah Republican Party ‏ والحزب الجمهوري. وقد انتخب عضو مجلس نواب ولاية يوتا.